# Hôtel Le Pelletier de Souzy
Hôtel Le Pelletier de Souzy je městský palác v Paříži.

## Umístění
Budova se nachází na adrese Rue des Archives č. 76 a Rue Pastourelle č 19–21 ve 3. obvodu v historické čtvrti Marais.

## Historie
Palác postavil v letech 1642–1647 architekt Antoine Landry pro královského sekretáře Octaviena Lebyse de la Chapelle. Když se Octavien Lebys zadlužil, získal tuto nemovitost jeden z jeho věřitelů Louis Le Peletier de Souzy, hlavní pokladník města Grenoble. V roce 1690 se palác dostal do majetku rodiny Turgot, která jej vlastnila až do Velké francouzské revoluce. Budova je od roku 1982 chráněná jako historická památka.